# Matalajärvi och Alankojärvi
Matalajärvi och Alankojärvi är en sjö i kommunen Nyslott i landskapet Södra Savolax i Finland. Sjön ligger 81,6 meter över havet. Arean är 15 hektar och strandlinjen är 3,33 kilometer lång.  Den  ingår i Vuoksens huvudavrinningsområde.  Sjön ligger omkring 74 kilometer öster om S:t Michel och omkring 260 kilometer nordöst om Helsingfors. 
I sjön finns ön Suurisaari. 